# خرس‌ها و مردمان بد
خرس‌ها و مردمان بد (انگلیسی: Bears and Bad Men) یک فیلم کمدی صامت آمریکایی است که در سال ۱۹۱۸ منتشر شد.

## بازیگران
- لری سمون
- استن لورل
- بلانش پیسون
- فرانک الکساندر
- ویلیام هابر
- می دالبرگ
- مج کربی
- ویلیام مک‌کال